# Малое Митенино
Малое Митенино — деревня в Шекснинском районе Вологодской области.
Входит в состав сельского поселения Никольского, с точки зрения административно-территориального деления — в Никольский сельсовет.
По переписи 2002 года население — 8 человек.